# تیم نینجا
تیم نینجا (به ژاپنی: チームニンジャ) یک استودیو ژاپنی توسعه دهنده بازی‌های ویدئویی است که به عنوان شرکت تابعه تکمو (کویی تکمو کنونی) به حساب می‌آید، که توسط مدیر سابق استودیو، تومونوبو ایتاگاکی در سال ۱۹۹۵ تأسیس شد. تیم نینجا به سبب خلق سری بازی‌هایی نظیر نینجا گایدن، مرده یا زنده، و نی‌او شناخته شده‌است.